# Vilobí d’Onyar
Der Ort Vilobí d’Onyar gehört zur Comarca Selva, in der Provinz Girona, Katalonien, Spanien.
Die Gemeinde umfasst die drei Dörfer Salitja, Sant Dalmai und Viloví. Letzteres ist das administrative Zentrum der Gemeinde.
Vilobí d’Onyar grenzt nördlich an den Fluss Onyar. Der Ort ist landwirtschaftlich geprägt. Das historische Zentrum befindet sich rund um die Església de Sant Esteve.

## Geographie
Der Ort Vilobí d’Onyar liegt an der Landstraße GI-533 südlich von Girona und dem Flughafen Girona (GRO).
Die Hügel von Sant Llop am Rande des Vulkankraters La Crosa bilden den höchsten Punkt der Gemeinde mit 203 Metern. Die Landschaft ist überwiegend flach. Die Comarca Selva (Katalanisch für „Urwald“) ist mit Kiefern- und Eichenwäldern bedeckt.

## Geschichte
Die frühesten archäologischen Funde stammen aus der Steinzeit. 882 wird der Ort Vilobí zum ersten Mal schriftlich als Villa Albini erwähnt.

## Wirtschaft
Ertragreiche Böden mit guter Bewässerung durch den Fluss Onyar bieten eine gute Grundlage für die Landwirtschaft als wichtigsten Wirtschaftsfaktor.
Seit der Flughafen Girona seinen Betrieb Ende der 60er Jahre aufgenommen hat, ist der Dienstleistungssektor zu einem weiteren wichtigen Standbein geworden.

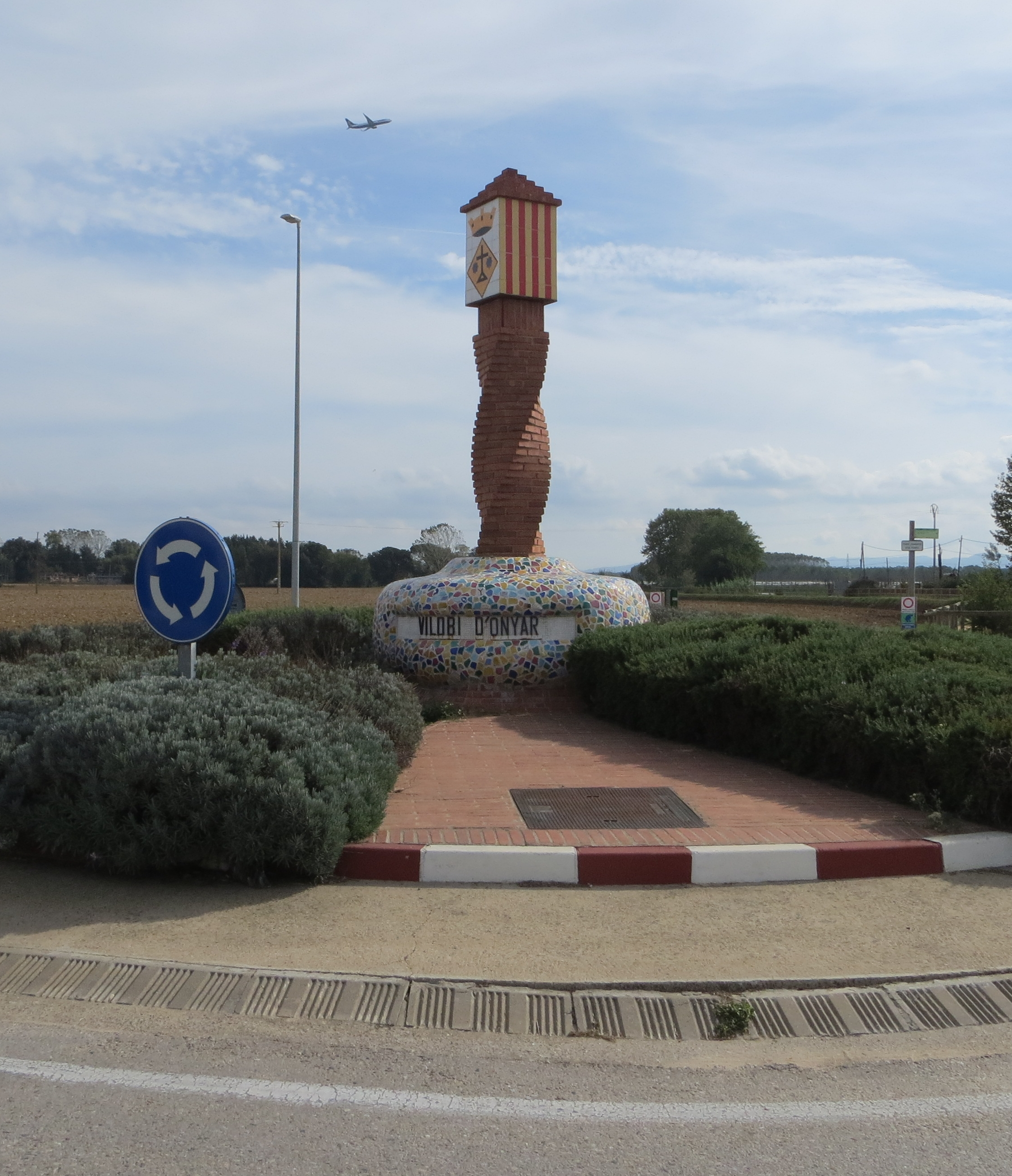
Ort Vilobí d’Onyar nahe dem Flughafen von Girona

## Verkehr
Die Landstraßen GI-533, GIV-5341 verbinden Vilobí d'Onyar mit Girona, dem Flughafen Girona, der Autobahn A-2, Nationalstraße N-II.
Damit hat der Ort eine gute Anbindung zur Costa Brava, Barcelona, Girona und zum Ausland.

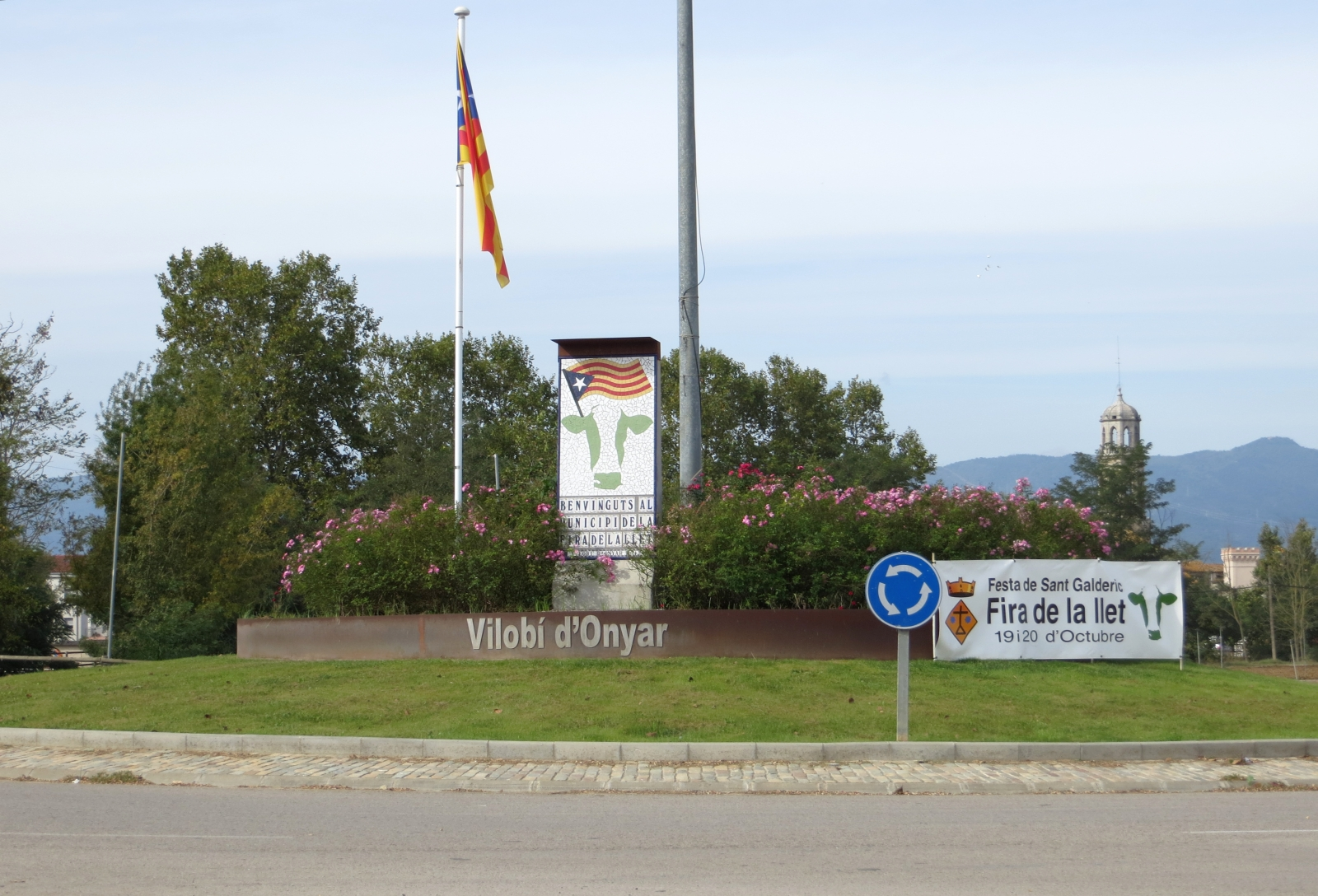
Kreisverkehr in Vilobí d’Onyar

## Sehenswürdigkeiten
Can Roscada (Vilobí) – Heutige Bibliothek und früheres Gasthaus aus dem 18. Jahrhundert
Santa Margarida (Vilobí) – Romanische Kapelle aus dem 13. Jahrhundert
Ermita de Sant Llop (Sant Dalmai) – Romanische Kapelle auf den Hügeln des Kraterrandes
Església Sant Esteve – Kirche im Ortszentrum aus dem 11. Jahrhundert

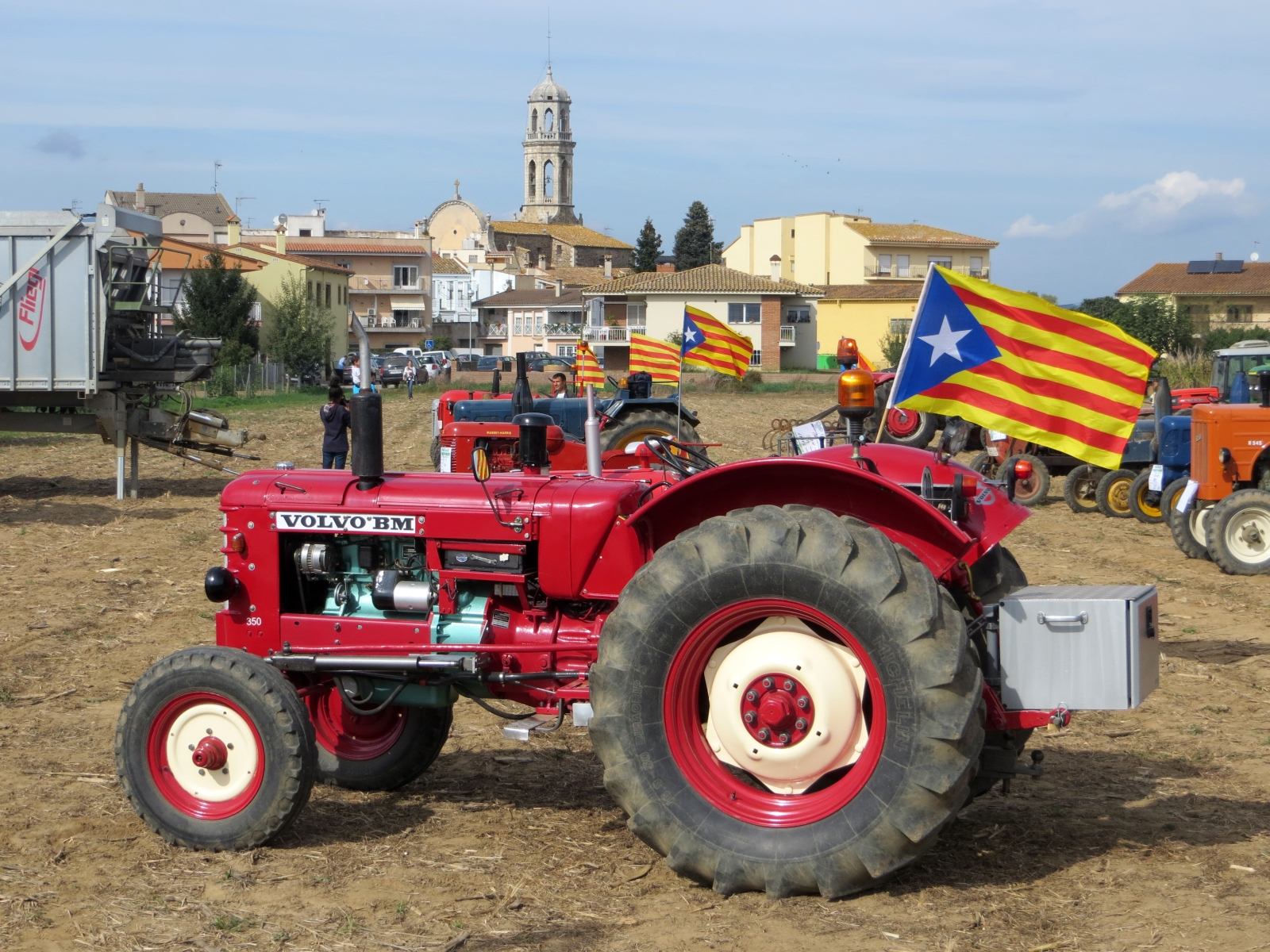
Milchfest Fira de la Llet im Oktober in Vilobí d’Onyar

## Söhne und Töchter
- Mario Busquets Jordá (* 1935), katholischer Geistlicher und emeritierter Prälat von Chuquibamba in Peru